# Eien/Universe/Believe in Love
Eien/Universe/Believe in Love (永遠/Universe feat. Crystal Kay&Verbal(M-Flo)/Believe in LOVE feat. BoA) è un singolo della cantante sudcoreana BoA, pubblicato nel 2009.

## Tracce
1. Eien (永遠) – 4:30 (testo: Narumi Yamamoto – musica: Daisuke "D.I" Imai)
2. Universe (feat. Crystal Kay & Verbal (M-Flo)) – 4:22 (testo: Kumo, Verbal – musica: Christian Karlsson, Pontus Winnberg, Henrik Jonback, So Shy, Magnus Wallbert, Balewa Mohammad)
3. Believe in Love (Acoustic Version)  feat. BoA – 4:28 (testo: Emi K. Lynn – musica: Ravex)